# Hemtjärnen, Ångermanland
Hemtjärnen är en sjö i Kramfors kommun i Ångermanland och ingår i Nätraån-Ångermanälvens kustområde. Sjön har en area på 0,0602 kvadratkilometer och ligger 114,5 meter över havet.

## Delavrinningsområde
Hemtjärnen ingår i det delavrinningsområde (699865-163079) som SMHI kallar för Rinner mot Norrfjärden. Medelhöjden är 116 meter över havet och ytan är 6,13 kvadratkilometer. Det finns inga avrinningsområden uppströms utan avrinningsområdet är högsta punkten. Avrinningsområdets utflöde mynnar i havet, utan att ha någon enskild mynningsplats. Avrinningsområdet består mestadels av skog (82 procent). Avrinningsområdet har 0,06 kvadratkilometer vattenytor vilket ger det en sjöprocent på 1 procent.